# 秀洲区
秀洲区（しゅうしゅう-く）は中華人民共和国浙江省嘉興市に位置する市轄区。

## 地理
- 嘉興市の北部にある。

## 歴史
- 1983年8月 - 嘉興市が城区と郊区を設置。
- 1999年6月 - 郊区が秀洲区へ改称。

## 行政区画
- 街道：新城街道、嘉北街道、塘匯街道、高照街道
- 鎮：王江涇鎮、油車港鎮、新塍鎮、王店鎮、洪合鎮

## 経済
- 秀洲工業区がある。

## 交通
- 鉄道
  - 滬杭線

- 高速道路
  - 滬杭高速道路
  - 乍嘉蘇高速道路

## 観光地
- 能仁寺 (新塍鎮にある。梁の天監2年（503年）に開山したが、近年に再建された。)
  - 能仁寺の中に1本の古銀杏がある。木の高さは23メートル、周囲6.4メートルで、樹齢は1490年。浙江省で樹齢の最も長い古樹とされる。銀杏園の壁に重建能仁寺禅堂碑記、能仁寺碑記略、能仁寺松路碑記、重建能仁寺功徳林碑記などの石碑がある。
  - 能仁寺の西北に問松橋という石橋がある。南宋の高宗はここまで追撃されて、橋のそばの松の木に「前の方へはいいですか？」聞くと、松の木はうなずいて合図した。高宗は橋を渡ると橋が崩壊、後から追いかける敵軍は仕方がなく退却したと伝えられる。この橋は1992年に建て直された。
- 小蓬莱公園（昔は能仁寺の一部で、第二次世界大戦時に寺が破壊されたことによって廃園になり、残った部分はのち公園として再興。この公園は金庸の小説「射鵰英雄伝」の中にも書かれている。)
- 王店鎮の馬橋村に若者に変身した鯉とコウキクサの化身である美しい娘との愛情についての昔話がある。